# Победа: Последняя битва
«V: Последняя битва» (альтернативное название — Знак победы: Последняя битва) — мини-сериал из 3-х частей, продолжение мини-сериала «V (альтернативное название — Знак победы)» о битве землян с коварными пришельцами-ящерами, желающими захватить Землю.

## Сюжет
Итак противостояние между повстанцами во главе с доктором Джулией и армией пришельцев ящерицы Дианы продолжается. В первой же серии Джулии и её друзьям удаётся совершить успешную диверсию. Во время банкета в честь пришельцев они подбираются к одному из высокопоставленных гостей Джону и срывают с него человеческое лицо, открыв всем его рептилиозную сущность и посеяв сомнения среди жителей земли. Тем не менее миссис Дюпре, мама Майкла Донована, всё равно симпатизирует пришельцам и готова прислуживать им, чем бы те не занимались. Используя свой авторитет, она успокаивает публику. За это её приятель-пришелец Стивен распоряжается освободить ранее законсервированного Шона, её внука и сына Майкла. Повстанцы снова проигрывают, более того, во время отступления Джули попадает в плен. Её захватывает предатель Денни, который служит пришельцам, зная, что в их плену погиб его дед. Диана, заполучив Джули в свои руки, изощрённо пытает её. Повстанцам впрочем тоже «везёт», к ним в руки попадает пришелец-чернорабочий Вилли — простодушный, рассеянный, постоянно путающий слова ящер, не разделяющий захватнические планы своих сородичей. Когда Робин, ждущая от пришельца Брайана ребёнка, воочию увидела, что собой представляют пришельцы, то в ужасе умоляет вытащить это чудовище из неё. В это время на повстанцев выходит Хен Тайлер, некогда знакомый с Донованом бывший наёмник и солдат удачи. С его помощью, при поддержке «хорошего» пришельца Мартина, повстанцы спасают измученную Дианой Джулию, а затем осуществляют ещё одну диверсию, взорвав насосную станцию пришельцев и отобрав у них уже выкачанную земную воду. По возвращении Джули пытается сделать аборт отчаявшейся Робин, но зародыш вырабатывает сложную защиту и Джули приходится заставить Робин выносить плод. Вскоре она рожает двух младенцев. Один с виду человек — девочка, а второй ящер. Последний вскоре умирает. Джули, проведя исследование умершего, обнаруживает, что того убили бактерии, выработанные Робин во время беременности. Но нужно провести эксперимент, действительно ли бактерии могут причинить вред пришельцам. Единственный имеющийся в распоряжении Джулии пришелец Вилли уже успел завести друзей среди повстанцев и навредить ему никто не хочет. Тогда Тайлер и Калеб похищают пришельца Брайана, одновременно воздав по заслугам предателю Денни. Но всё равно, каким бы мерзавцем ни оказался Брайан, никто из повстанцев не смеет причинить вред безоружному пленнику. Спор разрешает Робин, которая мстительно разбивает колбу с бактериями в изолированном помещении и Брайн погибает. Джулия вбегает в образовавшееся облако и на самой себе обнаруживает, что бактерии безвредны для человека. Так у землян появляется оружие против пришельцев. А в это время дочь Робин, которую назвали Элизабет, начинает стремительно расти. За две недели из младенца она превращается в девочку десятилетнего возраста со сверхъестественными способностями. Узнав о её существовании, Диана захватывает ребёнка и забирает на свой звездолёт. Тем временем, по всему миру начинается восстание против пришельцев. Люди и сочувствующие им пришельцы, которых Джули снабдила противоядием, распыляют бактерии, и звездолёты пришельцев спешно улетают с земли. Взбешённая Диана в ярости активирует самоуничтожение главного звездолёта, чтобы уничтожить всё живое на земле. Ворвавшиеся повстанцы берут её в плен, и Мартин пытается увести звездолёт в космос, пока остальные пытаются обезвредить взрывной механизм. Неожиданно вмешивается Элизабет и используя свои сверхъестественные силы, отменяет взрыв. Повстанцы летят обратно на землю, пленная Диана, за которой никто не следил, захватывает шаттл и сбегает.
Несмотря на логическое завершение, история была продолжена в одноимённом телесериале телеканала NBC.

## Основные персонажи

### Майкл Донован
Майкл представляет собой образ отчаянного, готового на риск героя. В то же время он расчётлив и ничем не жертвует зря.
В роли Майкла Донована — Марк Сингер.

### Джули Пэрриш
Поначалу Джули обычный, ничем не выделяющийся профессор. Но когда она понимает, что речь идёт о спасении всего человечества, у неё проявляются все задатки лидера, способного организовать достойный отпор непрошеным гостям. Хрупкая внешне, Джули обладает сильной волей к победе. Роль исполняет Фэй Грант

### Диана
Хотя земляне считают лидером пришельцев Джона, на самом деле всем заправляет именно Диана. Приняв облик роковой земной женщины внутри Диана остаётся хладнокровной рептилией, главным смыслом жизни которой остаётся достижение цели и не важно, что для этого придётся сделать.
В роли Дианы — Джейн Бэдлер

### Мартин
Сразу же после появления на Земле Мартин заводит дружбу с Майклом. Он понимает, что то, что делают на Земле его сородичи, ужасно. Практически все десять серий внутри него происходит борьба между совестью и любовью к своей расе и в конце концов он делает выбор в пользу своей души.
В роли Мартина — Френк Эшмор (он же сыграет брата-близнеца Филлипа во втором сезоне)

### Вилли
Самый симпатичный инопланетянин. Вилли не должен был работать в англоязычных территориях земли и выучил другой язык, но по ошибке попал в Америку. Несмотря на робость и застенчивость Вилли способен на храбрость и чуткость, когда бросается спасать попавшего в беду рабочего-землянина Калеба, несмотря на то, что тот незадолго до того нагрубил ему. Вилли умудряется понравиться заводской буфетчице Гармонии, которая симпатизирует ему даже когда узнает, что на самом деле Вилли лишь рептилия в маске человека. Именно благодаря ей Вилли, попав в плен к сопротивлению, не становится подопытным кроликом. Собрав с него поверхностную информацию, Джули проводит глубокие опыты над менее хорошим пришельцем Брайеном. Вилли — необычная роль Роберта Инглунда.

### Кристин Уэллш
Бывшая жена Майкла, репортёр телевидения, с появлением пришельцев сначала приветствовала все начинания инопланетян и даже стала близкой подругой Дианы, за что Джули и другие члены сопротивления посчитали её предательницей. Но вскоре Майкл открыл ей глаза и когда Кристин поняла, что хочет Диана на самом деле, попыталась разоблачить её и поплатилась жизнью.

### Денни Бернштейн
Самый отрицательный персонаж землянин. В отличие от своих соседей Денни был единственный, кто искренне радовался появлению пришельцев, и он первый же перешёл на их сторону, заслуживая их доверие самыми грязными способами — беззастенчиво сдавая пришельцам своих родных и близких. Более того он даже уступил своему приятелю-пришельцу Брайену свою девушку Робин, которая потом родила от него дочку, обладающую сверхъестественными способностями. В конце концов, благодаря хитрому плану Калеба, Денни получил заслуженную кару от своих инопланетных покровителей.

### Хенк Тайлер
Бывший диверсант и подрывник, появившийся в шестой серии. В прошлом — участник войны во Вьетнаме. Хенк искрене ненавидит пришельцев, причём считает их всех одинаково плохими. Его таланты необходимы сопротивлению, но его взгляды зачастую рискуют всё испортить. Роль исполняет Майкл Айронсайд.

## Награды и номинации
| Год  | Награда                  | Категория                                                        | Результат |
| ---- | ------------------------ | ---------------------------------------------------------------- | --------- |
| 1984 | Прайм-тайм премия «Эмми» | Outstanding Achievement in Makeup                                | Номинация |
| 1984 | Прайм-тайм премия «Эмми» | Outstanding Film Sound Editing for a Limited Series or a Special | Номинация |
| 1984 | Прайм-тайм премия «Эмми» | Outstanding Individual Achievement — Special Visual Effects      | Номинация |
| 1996 | Сатурн                   | Best Genre Video Release                                         | Победа    |